# 伊平屋空港

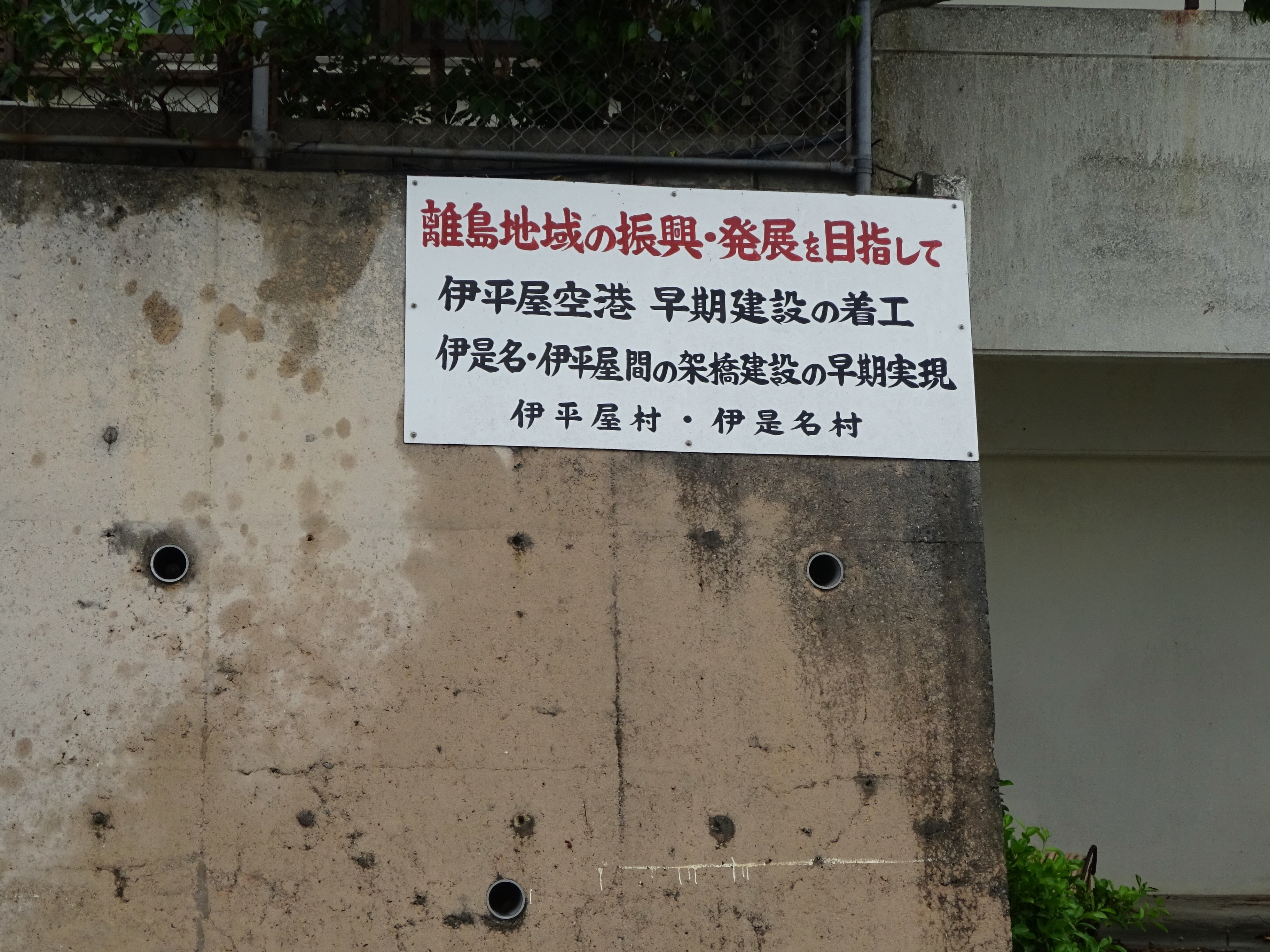
空港早期建設喚起看板

伊平屋空港（いへやくうこう）は、沖縄県島尻郡伊平屋村の野甫島において計画される日本の飛行場。
「伊平屋村」と「伊是名村」の「両村の空港」として、具体化案が作成されていた。
- 当項目は、主に伊平屋空港協議会が作成した、パブリック・インボルブメント（PI）を出典とする[1]。

## 概要
2005年（平成17年）7月から沖縄県土木建築部が主体となり、空港に関係する両村「伊平屋村」と「伊是名村」の各村役場によって「伊平屋空港協議会」が結成された。その計画自体は1977年（昭和52年）頃から存在しており、伊平屋村の野甫島を候補地として検討が進められた。しかしながら、二回におよぶPI（パブリック・インボルブメント）を実施したものの、空港計画の妥当性を問われた結果は芳しくなく、2008年（平成20年）以降、凍結に近い形で事実上先送りされている。
伊是名村からのアクセスは、野甫島の野甫港を通じ、渡船による連絡が考えられた。
元来、下記の問題から伊平屋空港の実現が望まれていた。
1. 伊平屋村・伊是名村からは村営フェリーで運天港を経由するため、那覇市内までは約4時間かかる
2. 伊平屋村・伊是名村と沖縄本土を結ぶフェリーの欠航が、台風の到来時期や冬の偏西風の強い時期に多い
3. 村民生活の安定向上及び観光産業等の地域振興を図るため、伊平屋空港の整備が必要
4. 急患・天災など急用時の輸送手段安定確保

なお、2021年（令和3年）12月に、伊平屋村長が内閣府の沖縄担当相を訪ね、伊平屋空港整備の早期事業化を要請した。
その結果、2023年（令和5年）度に予算が付けられ、事業化へ需要予測や費用便益などの調査が入札により業者によって進められることになった。

## 計画
- 着陸帯：長さ1,300m x 幅120m
- 滑走路：長さ1,180m x 幅30m
- 過走帯：長さ60m x 幅30m（滑走路両端）
- 誘導路：長さ73m x 幅18m
- エプロン：奥行き70m x 幅110m（2パース）
- ターミナルビル：延床面積900m2
- 駐車場：40台
- 照明施設：進入角指示灯（PAPI）・滑走路末端識別灯（RTHL）
- 就航機材：デ・ハビランド・カナダ DHC-8（39人乗り）

### 路線・便数
- 那覇線
- 1日2便

## 野甫島選定理由
野甫島は高い場所でも標高40m程度で、比較的なだらかな丘陵地となっている。そのため、伊平屋村全域を対象とした適地調査では、伊平屋島においては海上案、野甫島においては陸上案を伊平屋空港の候補地として選定し、前泊地先、島尻地先、野甫島の 3 案を検討していた。
総合的に「飛行機の安全運航」「周辺地域への影響」「建設工事の規模」「自然環境への影響」「地権者の同意」など様々な条件を比較評価した結果、総合的に優位である野甫島が選定された。

## 経緯
- 1977年（昭和52年） - 伊平屋村における空港適地調査及び基本設計を実施し、野甫地区、前泊地区、島尻地区の3候補地について比較検討を行う
- 1978年 - 伊是名空港立地可能性調査及び基本設計を実施し、3候補地について比較検討を行う
- 1984年 - 空港建設位置として野甫地区を選定し、国へ伊平屋空港基本計画概要書を提出
- 1987年 - 地元野甫区の反対により、整備を見送る
- 1998年（平成10年） - 野甫地区において地権者同意取りつけ作業を実施（伊平屋村）、伊是名村において、伊是名場外離着陸場の使用を開始
- 1999年 - 検討委員会等により伊平屋空港基本計画（野甫案）を策定
- 2000年 - 野甫地区における空港整備計画（案）の地元説明会を実施
- 2002年 - 野甫地区において再度、地権者同意取りつけ作業を実施（伊平屋村）し、全員に近い地権者の同意が得られる
- 2005年 - 沖縄県、伊是名村、伊平屋村で構成する「伊平屋空港協議会」を設置
- 2006年 - 伊平屋空港パブリック・インボルブメント（ステップ1）を実施
- 2008年
  - 1月 - 第3回伊平屋空港PI評価委員会開催
  - 2月 - PI（ステップ2）実施。計画の妥当性について情報を公開し、意見収集
  - 3月 - 第4回伊平屋空港PI評価委員会開催
  - 4月 - 結果公表
  - 5月 - PI（ステップ2）の終了
- 2021年（令和3年）12月 - 村長により伊平屋空港整備早期事業化の要請